# Braunkehl-Keilschwanzhuhn
Das Braunkehl-Keilschwanzhuhn (Tetraophasis obscurus) ist eine Hühnervogelart aus der Familie der Fasanenartigen. Es ist im westlichen China beheimatet und kommt dort in den Provinzen Qinghai, Gansu und Sichuan vor. Sein Lebensraum liegt oberhalb der Baumgrenze in Gebüschen aus Wacholder und anderen Sträuchern.
Nach einigen Autoren ist das Braunkehl-Keilschwanzhuhn mit dem Rostkehl-Keilschwanzhuhn (Tetraophasis szechenyii) zu einer Art zusammenzufassen, andere stellen beide in eine Superspezies.

## Beschreibung
Das Braunkehl-Keilschwanzhuhn erreicht eine Länge von 63 cm. Die Schwanzlänge beträgt 168 mm, die Flügellänge zwischen 211 und 231 mm. Die Geschlechter unterscheiden sich nicht.
Der Oberkopf ist bräunlichgrau mit dunklen Schaftstrichen, der übrige Kopf und der Nacken sind olivbraun. Der Schnabel ist schwärzlich, eine schmale, langgezogene Partie um das Auge unbefiedert rot. Sie wirkt wie ein Augenstreif und reicht bis zu den Ohrdecken. Die Iris ist rötlich braun. Die rotbraune Kehle ist verwaschen warmbeige gesäumt. Vorderer Hals und Brust sind hell olivbraun mit pfeilförmigen, durch einen schwarzen Schaftstrich gestielt wirkenden Spitzen. Das Gefieder der übrigen Unterseite ist bräunlicher, mit einzelnen rotbraunen Flecken durchmischt und trägt breite, beige Säume, die an den Flanken deutliche Reihen bilden. Die Unterschwanzdecken sind kastanienbraun und breit weiß gerandet. 
Die Oberseite ist überwiegend olivbraun und auf dem vorderen Rücken schwarz bespitzt. Der Bürzel ist gedeckter bis hin zu grau. Die Oberschwanzdecken tragen zudem helle Säume, die äußeren eine schwarze Spitze. Das Schulter- und Flügelgefieder ist überwiegend dunkler und trägt weiße Spitzen. Die dunklen Steuerfedern sind breit weiß gesäumt. Das mittlere Paar ist graubraun, zum Ende hin marmoriert und weißlich gerandet. Die Beine sind intensiv kastanienbraun.
Typisch für die Art ist ein Auffächern des Schwanzes bei Erregung, das auch Bestandteil der Balz ist.

## Stimme
Die Stimme ähnelt der des Blauflügel-Ohrfasans, ist aber weniger tief und laut. Der Alarmruf ist ein laut kreischendes, gereihtes zürit, das oft über einen längeren Zeitraum zu hören ist und in das hin und wieder ein lautes kah kah eingestreut wird.

## Verbreitung und Bestand
Die Verbreitung der Art reicht vom Qinghai-See bis in die Gebirge des zentralen Gansus sowie südwärts bis ins westliche und nördliche Sichuan. Nach anderen Quellen gibt es auch Vorkommen im Nordosten Tibets. Die monotypische Art wird von der IUCN als „nicht gefährdet“ (least concern) angesehen.

## Lebensweise
Das Braunkehl-Keilschwanzhuhn kommt oberhalb der Baumgrenze vor, wo es Strauchwerk aus Wacholder und anderen Arten sowie Wacholderwälder an Berghängen und in Schluchten bewohnt. Auch im Winter bleibt die Art in ihren hochgelegenen Biotopen. Sie bildet dann Gesellschaften von um die acht, manchmal auch von bis zu zwölf Vögeln.
Die Brutzeit liegt vermutlich um April und Mai herum. Das Gelege besteht aus 4 gelblich beigen Eiern mit rötlichen Punkten und Flecken. Sie sind etwa 54 × 38 mm groß.